# Bracon sericeus
Bracon sericeus är en stekelart som först beskrevs av Fabricius 1793.  Bracon sericeus ingår i släktet Bracon och familjen bracksteklar. Inga underarter finns listade.